# Файт Харлан
Файт Харлан (на немски: Veit Harlan) е германски режисьор и актьор.
Роден е на 22 септември 1899 година в Берлин в семейството на писателя Валтер Харлан, негов брат е музикантът Петер Харлан. Учи при Макс Райнхарт и от ранна възраст започва да играе в театъра. В средата на 30-те години започва да режисира в театъра и киното и скоро привлича вниманието на министъра на пропагандата Йозеф Гьобелс. През следващите години режисира редица пропагандни и антисемитски филми, като „Verwehte Spuren“ (1938), „Евреинът Зюс“ („Jud Süß“, 1940), „Златният град“ („Die goldene Stadt“, 1942), „Der große König“ (1942). След падането на националсоциалистическия режим на няколко пъти е обвиняван за антисемитската си дейност, но не е осъден.
Файт Харлан умира от пневмония на 13 април 1964 година в Капри, където е на почивка.